# Mollicia acanthophora
Mollicia acanthophora är en kräftdjursart som först beskrevs av G. W. Müller 1906.  Mollicia acanthophora ingår i släktet Mollicia och familjen Halocyprididae. Inga underarter finns listade i Catalogue of Life.